# سابينا بغانوفيتش
سابينا بغانوفيتش (بالألمانية: Sabina Began)‏ هي ممثلة ألمانية، ولدت في 22 أكتوبر 1974 بهامبورغ في ألمانيا.

## وصلات خارجية
- سابينا بغانوفيتش على موقع IMDb (الإنجليزية)
- سابينا بغانوفيتش على موقع أول موفي (الإنجليزية)
- سابينا بغانوفيتش على موقع قاعدة بيانات الفيلم (الإنجليزية)
- سابينا بغانوفيتش على موقع كينوبويسك (الروسية)